# Pinilla de Jadraque
Pinilla de Jadraque es un municipio y localidad española de la provincia de Guadalajara, en la comunidad autónoma de Castilla-La Mancha. El término municipal tiene una población de 54 habitantes (INE 2024). 

## Geografía
El acceso a la localidad se realiza desde Jadraque por la carretera GU-159, pasando por la localidad de Medranda.

## Historia
A mediados del siglo XIX, el lugar tenía contabilizada una población de 170 habitantes. Aparece descrito en el decimotercer volumen del Diccionario geográfico-estadístico-histórico de España y sus posesiones de Ultramar de Pascual Madoz de la siguiente manera:

PINILLA DE JADRAQUE Ó DE LAS MONJAS: l. con ayunt. en la prov. de Guadalajara (8 leg.), part. jud. y dióc. de Sigüenza (4), aud. terr. de Madrid (18), c. g. de Castilla la Nueva. sit. en un valle dominado de elevados cerros por N. y E., bátenla con mas frecuencia los vientos N. y S. El clima es templado, y las enfermedades mas comunes tercianas. Tiene 50 casas; la consistorial; escuela de instruccion primaria frecuentada por 12 alumnos; una fuente de no muy buenas aguas, y una igl. parr. (La Asuncion de Ntra. Sra.) servida por un cura y un sacristan. térm.: confina con los de Palmaces, Torremocha, La Tova, Medranda y Congostrina; dentro de esta circunferencia se encuentran 6 fuentes, una ermita (La Soledad), el desp. de Sto. Domingo y un cas. que fue conv. de las monjas Calatravas, que fueron trasladadas á Madrid; en la actualidad pertenece al marqués de Remisa. El terreno, fertilizado por el riach. Cañamares, es de buena calidad; comprende un monte poblado de encina y roble, y á las orillas del r. se encuentran algunos chopos y álamos. caminos: los que conducen á los pueblos limítrofes, en mediano estado. correo: se recibe y despacha en la estafeta de Jadraque. prod.: trigo, cebada, centeno, avena, garbanzos, judias, patatas, cáñamo, uva y frutas, leñas de combustible y buenos pastos, con los que se mantiene ganado vacuno, lanar, cabrío y de cerda; hay caza de perdices y libres; pesca de barbos, loinas y alguna anguila. ind.: la agrícola, recriacion de ganados y un molino harinero. pobl.: 41 vec., 170 alm. cap. prod.: 731,200 rs. imp.: 58,200. contr.: 2,851.
(Madoz, 1849, pp. 35-36)

## Demografía
Pinilla de Jadraque cuenta con una población de 54 habitantes (INE 2024).
| Gráfica de evolución demográfica de Pinilla de Jadraque entre 1842 y 2021                                           |
| |
| Población de derecho según los censos de población del INE Población de hecho según los censos de población del INE |

## Economía
Principalmente agricultura.

## Patrimonio

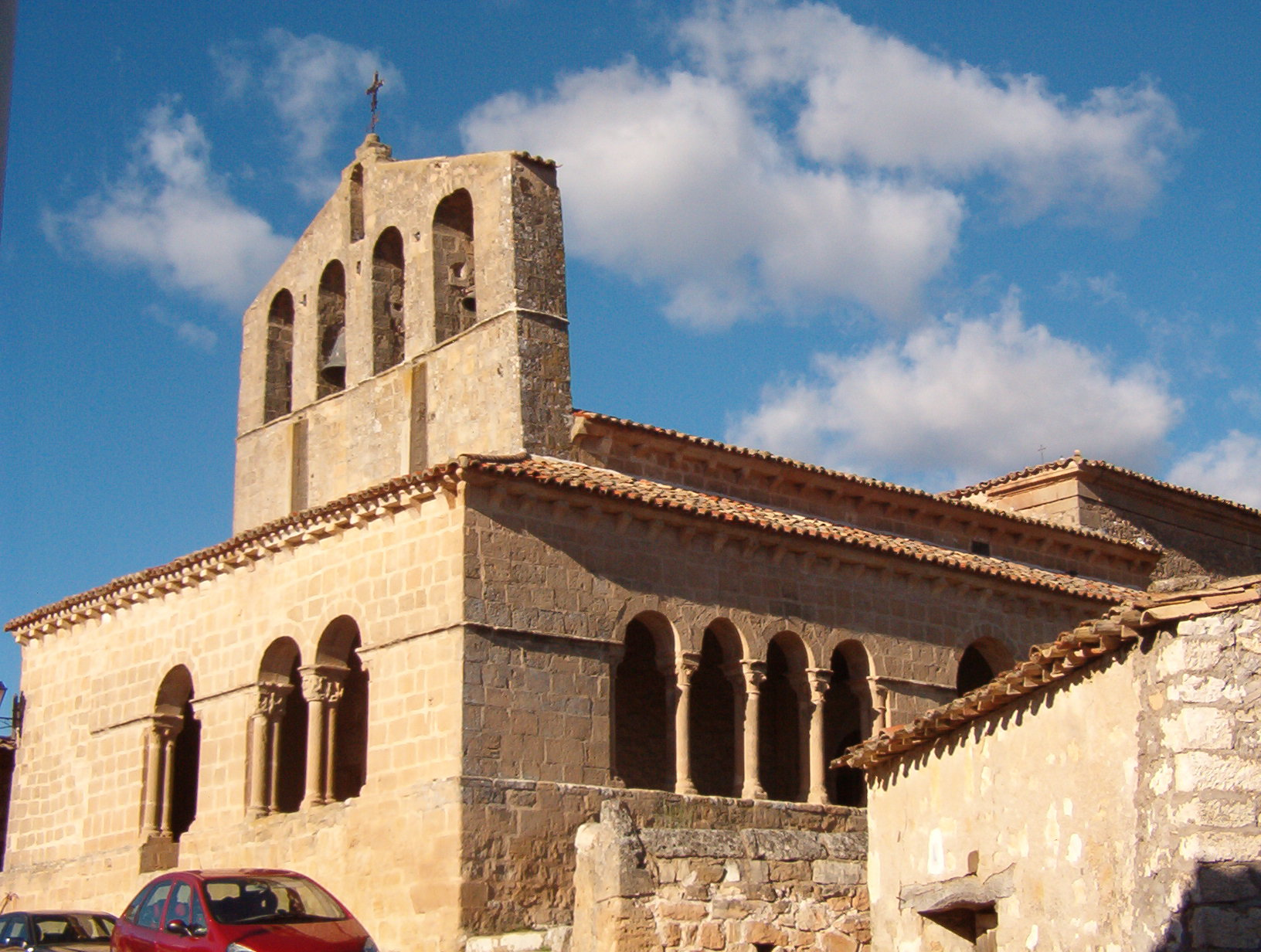
Iglesia de la Asunción de Pinilla de Jadraque

La iglesia parroquial de Nuestra Señora de la Asunción, construida a finales del siglo XII o comienzos del siglo XIII en estilo románico, cuenta con la catalogación de bien de interés cultural. También se encuentran en el municipio las ruinas de un convento de religiosas calatravas situado a unos 2 km de la población.

## Fiestas
- Fiesta de Santa Águeda el 5 de febrero.
- Fiestas patronales a finales de agosto.